# State of the Nation (Industry)
State of the Nation è il singolo di debutto del gruppo musicale statunitense Industry, pubblicato dalla Capitol Records nel 1983 ed estratto dall'album Stranger to Stranger.

## Il brano
Il testo, di matrice spiccatamente antimilitarista, affronta il tema della guerra e le storie dei ragazzi statunitensi partiti per combattere e che non ritorneranno mai più a casa.

## Successo e classifiche
Ha raggiunto la prima posizione in Italia e la numero dieci in Svezia. Negli Stati Uniti è arrivato alla posizione 81 della Billboard Hot 100, simile piazzamento dopo l'ottantesima anche in Australia. È stato un grande successo dance anche nel continente asiatico, soprattutto nelle Filippine.

## Il video
Esistono due versioni del videoclip, nella prima, in cui la band suona all'interno della portaerei USS Intrepid (in disarmo e trasformata in museo), si vedono il cantante Jon Carin al sintetizzatore, Rudy Perrone al basso elettrico Steinberger, Brian Madden Unger alla Fender Stratocaster e Mercury Caronia che utilizza una batteria acustica con componenti Simmons hexapads. Nella seconda, la band suona invece all'esterno, nel parco di un elegante palazzo, e Jon Carin usa un sintetizzatore Korg Poly-800.

## Tracce
Testi e musiche di Jon Carin e Mercury Caronia.

1983 - Singolo 7" (Capitol Records B-5268, US)

Lato A
1. State of the Nation – 3:40

Lato B
1. Communications – 4:06

1984 - Maxi singolo 12" (Capitol Records 1549056, Francia)

Lato A
1. State of the Nation (album version) – 4:35

Lato B: stesse tracce del singolo 7".

## Formazione
- Jon Carin - voce solista, sintetizzatore, tastiere
- Mercury Caronia - batteria, percussioni elettroniche, voce
- Rudy Perrone - basso, chitarra, voce
- Brian Madden Unger - chitarra, voce